# Tofana
De Tofana is een 3244 meter hoge berggroep in de Italiaanse Dolomieten.
De groep verrijst ten westen van de beroemde wintersportplaats Cortina d'Ampezzo. Hij ligt ingesloten tussen het Valle d'Ampezzo, het onbewoonde Valle Travenanzes en het Valle del Falzarego. De Tofana heeft drie, ongeveer even hoge toppen: Tofana di Mezzo (3244 m), Tofana di Dentro (3228 m) en Tofana di Rozes (3225 m). De Tofana di Mezzo is na de Marmolada en de Antelao de hoogste top van de Dolomieten. Geen een van de drie toppen is eenvoudig te beklimmen, de Tofana di Mezzo is echter vanuit Cortina met de kabelbaan Freccia nel cielo te bereiken. De westzijde van de groep is rustiger en ligt in het regionale natuurpark Fanes-Sennes-Braies.
Gedurende de Eerste Wereldoorlog lag de Tofana op het Italiaanse front. Vandaag de dag komt men er nog tunnels en stellingen tegen die aan deze periode herinneren.

## Trivia
- De Tofana komt voor in de James Bondfilm For Your Eyes Only en in de film Point Break.